# Countdown to Ecstasy
Countdown to Ecstasy ist das 1973 erschienene zweite Studioalbum der US-amerikanischen
Band Steely Dan.

## Allgemeines
Donald Fagen sang sämtliche Titel des Albums.
Die Original-Grafik des Cover Designs wurde von Fagens damaliger Freundin Dorothy White gestaltet. Der ABC-Präsident Jay Lasker bestand darauf, die ursprünglich drei Figuren auf fünf zu erweitern, damit die Anzahl mit den fünf Bandmitgliedern übereinstimmte.
1999 beschrieb Joe Jackson in seiner Autobiographie A Cure for Gravity, dass Countdown to Ecstasy als Brücke zwischen Jazz und Rock eine große Inspiration für seine Kompositionen war.

## Titelliste
Alle Titel wurden von Walter Becker und Donald Fagen geschrieben.

### Seite 1
1. Bodhisattva – 5:19
2. Razor Boy – 3:11
3. The Boston Rag – 5:40
4. Your Gold Teeth – 7:02

### Seite 2
1. Show Biz Kids – 5:25
2. My Old School – 5:47
3. Pearl of the Quarter – 3:50
4. King of the World – 5:04